# St. Bernhard (Türingia)
St. Bernhard település Németországban, azon belül Türingiában. Lakosainak száma 244 fő (2023. december 31.).

## Népesség
A település népességének változása:
| Lakosok száma | 256  | 256  | 252  | 245  | 244  |
|               | 2017 | 2019 | 2021 | 2022 | 2023 |